# Mol·licuts
Els mol·licuts (Mollicutes) són un grup inusual d'eubacteris que es distingeixen perquè manquen de parets cel·lulars. Són anomenats comunament micoplasmes i són paràsits primaris de diferents animals i plantes on romanen vivint dins de cèl·lules hoste. Són uns microorganismes molt petits. Solen tenir una mida de 0,2-0,3 μm i una forma variada encara que la majoria té esterols que fan que la membrana de la cèl·lula sigui una mica més rígida del normal. Moltes són capaces de desplaçar-se mitjançant el métode de lliscament. La classe dels mol·licuts inclou el Fitoplasma i el Espiroplasma que són patògens de les plantes associades a insectes vectors. Tant el fitoplasma con l'espiroplasma són els procariotes més petits degut a l'absència de paret cel·lular. L'inusual gènere Spiroplasma és helicoidal i es mou retorcent-se.
En addició a una estructura simplificada, el Mollicut també presenta un genoma simplificat. Per exemple, el Mycoplasma genitalium té un genoma amb un total de 580.000 parells de gens, un dels més petits que s'han arribat a seqüenciar. Encara que han estat proposats com els bacteris més primitius ara sembla que s'han desenvolupat a partir dels Firmicuts Gram positius, quedant així classificats amb ells.
Poques espècies de mol·licuts produeixen malalties en els éssers humans. Ho fan introduint-se en les cèl·lules dels tractes respiratori i urogenital. Aquestes inclouen certes espècies de micoplasmes, Ureaplasma i Erisipelothrix (que causa la febre erisipel·la).